# Charax gibbosus
Charax gibbosus és una espècie de peix de la família dels caràcids i de l'ordre dels caraciformes.

## Morfologia
- Els mascles poden assolir 12,5 cm de llargària total.[2]

## Hàbitat
Viu en zones de clima tropical entre 24 °C - 27 °C de temperatura.

## Distribució geogràfica
Es troba a Sud-amèrica: conca del riu Essequibo (Guaiana) i rius costaners de Surinam.